# Алебарда
Алебардата е ръкопашно оръжие за две ръце, което се използва най-вече през 14 и 15 век. Думата произлиза от германското Hellebarde, от своя страна образувано от halm (дръжка) и barte (бойна брадва). Оръжието представлява острие на брадва с остър връх, което е поставено на дълга основа. Винаги има кука или шип от задната страна на брадвата, която служи за захващане на конни войски. Обичайната дължина на алебардата е между 1,5 и 1,8 метра. Сходното китайско оръжие дзи понякога се превежда като „алебарда“ в западната литература.

## История
Алебардата е евтина за направа и много гъвкаво оръжие в бой. Тя е създадена с цел за по-добро справяне с пехотинци, въоръжени с копия или пики, както и да отблъсва конници. Куката от задната страна на острието на брадвата е предназначена за издърпване на конниците на земята. Швейцарски селянин използва алебарда, за да убие Шарл Дръзки, херцогът на Бургундия, като по този начин на практика слага край на Бургундските войни с един замах. Изследователи подозират, че е възможно алебарда да е съсякла Ричард III в гърба по време на битката при Босуърт.
Алебардата е главното оръжие на ранните швейцарски армии през 14 и 15 век. По-късно те започват да добавят пики, които се оказват по-ефективни за отблъскването на конници, докато алебардата изпълнява функцията на дълъг меч. Германските наемници, които имитират швейцарските военни тактики, използват подобни методи с пики и алебарди.
Докато пикеносци се изправят срещу пикеносци, алебардата остава полезно допълнително оръжие, но когато позицията им става по-отбранителна, за защита на бавнозареждащи войски с аркебузи от кавалерия, съотношението на пехотинците с алебарди постепенно намалява. Към средата на 16 век алебардата вече е напълно изчезнала. През 18 век оръжието вече служи единствено като символ на ранг сред офицерите, които го използват за гарантиране, че пехотинците в редиците стоят правилно подравнени помежду си и че техните мускети са насочени в правилната посока.
Алебардата се използва като оръжие на придворната охрана в продължение на векове и все още играе ролята на церемониално оръжие в Швейцарската гвардия на Ватикана, както и в Кралската гвардия на Испания.